# Europese kampioenschappen turnen 2017
De Europese kampioenschappen turnen 2017 worden van 19 april tot en met 23 april 2017 gehouden in het Sala Polivalentă in Cluj, Roemenië.

## Programma
| Q | Kwalificaties | Goud | Finale |

### Mannen
| Onderdeel       | 17 apr | 18 apr | 19 apr | 20 apr | 21 apr | 22 apr | 23 apr |
| --------------- | ------ | ------ | ------ | ------ | ------ | ------ | ------ |
| Kwalificaties   |        |        | Q0     |        |        |        |        |
| Meerkamp        |        |        |        |        | 0      |        |        |
| Paard (voltige) |        |        |        |        |        | 0      |        |
| Ringen          |        |        |        |        |        | 0      |        |
| Vloer           |        |        |        |        |        | 0      |        |
| Brug            |        |        |        |        |        |        | 0      |
| Rekstok         |        |        |        |        |        |        | 0      |
| Sprong          |        |        |        |        |        |        | 0      |
| Totaal          |        |        | 1      |        | 1      | 3      | 3      |

### Vrouwen
| Onderdeel     | 17 apr | 18 apr | 19 apr | 20 apr | 21 apr | 22 apr | 23 apr |
| ------------- | ------ | ------ | ------ | ------ | ------ | ------ | ------ |
| Kwalificatie  |        |        |        | Q0     |        |        |        |
| Meerkamp      |        |        |        |        | 0      |        |        |
| Brug ongelijk |        |        |        |        |        | 0      |        |
| Sprong        |        |        |        |        |        | 0      |        |
| Balk          |        |        |        |        |        |        | 0      |
| Vloer         |        |        |        |        |        |        | 0      |
| Totaal        |        |        |        | 1      | 1      | 2      | 2      |

## Medailles

### Mannen
| Onderdeel       | Goud | Goud                   | Zilver | Zilver            | Brons | Brons              |
| --------------- | ---- | ---------------------- | ------ | ----------------- | ----- | ------------------ |
| Meerkamp        | UKR  | Oleg Vernjajev         | RUS    | Artoer Dalalojan  | GBR   | James Hall         |
| Vloer           | ROU  | Marian Drǎgulescu      | RUS    | Dmitrii Lankin    | ISR   | Alexander Shatilov |
| Paard (voltige) | RUS  | David Beljavskij       | HUN    | Krisztián Berki   | ARM   | Harutyun Merdinyan |
| Ringen          | GRE  | Eleftherios Petrounias | GBR    | Courtney Tulloch  | UKR   | Igor Radivolov     |
| Sprong          | RUS  | Artoer Dalalojan       | ROU    | Marian Drǎgulescu | UKR   | Oleg Vernjajev     |
| Brug            | UKR  | Oleg Vernjajev         | GER    | Lukas Dauser      | RUS   | Nikita Nagorny     |
| Rekstok         | SUI  | Pablo Brägger          | SUI    | Oliver Hegi       | RUS   | David Beljavskij   |

### Vrouwen
| Onderdeel     | Goud | Goud               | Zilver | Zilver              | Brons   | Brons                         |
| ------------- | ---- | ------------------ | ------ | ------------------- | ------- | ----------------------------- |
| Meerkamp      | GBR  | Elissa Downie      | HUN    | Zsófia Kovács       | FRA     | Mélanie de Jesus dos Santos   |
| Sprong        | FRA  | Coline Devillard   | GBR    | Elissa Downie       | HUN     | Boglárka Dévai                |
| Brug ongelijk | BEL  | Nina Derwael       | RUS    | Elena Eremina       | GBR GER | Elissa Downie Elisabeth Seitz |
| Balk          | ROU  | Cătălina Ponor     | NED    | Eythora Thorsdottir | ROU     | Larisa Iordache               |
| Vloer         | RUS  | Angelina Melnikova | GBR    | Elissa Downie       | NED     | Eythora Thorsdottir           |

- De Britse Rebecca Downie liep een blessure op aan haar elleboog na een val van de brug ongelijk tijdens de finale wedstrijd.

### Medaillespiegel
| Plaats | Land                | Goud | Zilver | Brons | Totaal |
| 1      | Rusland             | 3    | 3      | 2     | 8      |
| 2      | Roemenië            | 2    | 1      | 1     | 4      |
| 3      | Oekraïne            | 2    | 0      | 2     | 4      |
| 4      | Verenigd Koninkrijk | 1    | 3      | 2     | 6      |
| 5      | Zwitserland         | 1    | 1      | 0     | 2      |
| 6      | Frankrijk           | 1    | 0      | 1     | 2      |
| 7      | België              | 1    | 0      | 0     | 1      |
| 7      | Griekenland         | 1    | 0      | 0     | 1      |
| 9      | Hongarije           | 0    | 2      | 1     | 3      |
| 10     | Duitsland           | 0    | 1      | 1     | 2      |
| 10     | Nederland           | 0    | 1      | 1     | 2      |
| 12     | Armenië             | 0    | 0      | 1     | 1      |
| 12     | Israël              | 0    | 0      | 1     | 1      |
| Totaal | Totaal              | 12   | 12     | 13    | 37     |

## Belgische en Nederlandse deelname

### België

#### Mannen
- Maxime Gentges
- Dennis Goossens
- Daan Kenis
- Kristof Schroe
- Jimmy Verbaeys

#### Vrouwen
- Nina Derwael
- Julie Meyers

### Nederland

#### Mannen
- Anthony van Assche
- Michel Bletterman
- Bart Deurloo
- Casimir Schmidt
- Bram Verhofstad
- Boudewijn de Vries

#### Vrouwen
- Kirsten Polderman
- Eythora Thorsdottir
- Tisha Volleman
- Sanne Wevers

### Mannen finales
| Onderdeel | Plaats | Turner          | Score  |
| --------- | ------ | --------------- | ------ |
| Meerkamp  | 11     | Casimir Schmidt | 80,998 |
| Meerkamp  | 14     | Bart Deurloo    | 79,998 |
| Meerkamp  | 16     | Daan Kenis      | 79,232 |
| Meerkamp  | 19     | Maxime Gentges  | 78,499 |
| Rekstok   | 6      | Bart Deurloo    | 13,133 |

### Vrouwen finales
| Onderdeel     | Plaats | Turnster            | Score  |
| ------------- | ------ | ------------------- | ------ |
| Meerkamp      | 7      | Nina Derwael        | 52,832 |
| Meerkamp      | 11     | Tisha Volleman      | 51,998 |
| Meerkamp      | 12     | Eythora Thorsdottir | 51.965 |
| Sprong        | 5      | Tisha Volleman      | 14,250 |
| Brug ongelijk | Goud   | Nina Derwael        | 14,633 |
| Balk          | Zilver | Eythora Thorsdottir | 14,066 |
| Balk          | 5      | Sanne Wevers        | 13,341 |
| Vloer         | Brons  | Eythora Thorsdottir | 13,700 |